# Ernst Casparsson
Ernst Gustaf Casparsson (Krokek, Norrköping, Östergötland, 15 de novembre de 1886 - Kolmården, Norrköping, 7 de setembre de 1973) va ser un genet suec que va competir a començaments del segle xx.
El 1912 va prendre part en els Jocs Olímpics d'Estocolm, on va guanyar la medalla d'or en la prova del concurs per equips del programa d'hípica, formant equip amb Axel Nordlander, Nils Adlercreutz i Henric Horn af Åminne, amb el cavall Irmelin. En el concurs individual fou cinquè i en salts d'obstacles sisè, amb el cavall Kiriki.